# Aggressors: Ancient Rome
Aggressors: Ancient Rome je tahová strategie z roku 2018. Vytvořilo ji české studio Kubat Software. Hra je inspirována titulem Civilization.

## Hratelnost
Hra je zasazena do Antického středomoří. Zde hráč nalézá 20 národů bojujících o dominanci. Jedná se o Řím, Řecko, Makedonii, Egypt, Kartágo, Keltské kmeny a další. Hráč si na začátku vybere za který z národů chce hrát. Každý národ má jiné startovní podmínky, což se projevuje na obtížnosti. Cílem je porazit ostatní národy a ovládnout středomoří.